# The Divine Wings of Tragedy
The Divine Wings of Tragedy är det tredje studioalbumet från 1997 av det amerikanska progressive metal-bandet Symphony X, utgivet av skivbolaget Zero Corporation.

## Låtlista
1. "Of Sins and Shadows" – 4:58
2. "Sea of Lies" – 4:19
3. "Out of the Ashes" – 3:40
4. "The Accolade" – 9:51
5. "Pharaoh" – 5:29
6. "The Eyes of Medusa" – 5:26
7. "The Witching Hour" – 4:15
8. "The Divine Wings of Tragedy" – 20:43

- "(Part I) At the Four Corners of the Earth"
- "(Part VII) Paradise Regained"

1. "Candlelight Fantasia" – 6:45

- Text: Thomas Miller (spår 1, 6, 8 Part V, 9), Russell Allen (spår 2–5, 7, 8 Part V), Michael Romeo (spår 7, 8 Part I–VI), Michael Pinnella (spår 8 Part I & VII)
- Musik: Romeo (spår 1–4,6–9), Pinnella (spår 1–4, 6–9), Miller (spår 2–4, 6, 8, 9), Symphony X (spår 5)

## Medverkande
Symphony X-medlemmar
- Michael Romeo – gitarr
- Russell Allen – sång
- Michael Pinnella – keyboard
- Thomas Miller – basgitarr
- Jason Rullo – trummor

Pruduktion
- Eric Rachel – producent, ljudtekniker, mastering
- Steve Evetts – producent, ljudtekniker, ljudmix, mastering
- John Abbott – ljudtekniker
- Andy Baumgartner, Donna Rachel – omslagskonst
- Ingrid Pederson	– foto